# ورزشکاه بارتلمی بوگاندا
ورزشکاه بارتلمی بوگاندا (به لاتین: Barthélemy Boganda Stadium) یک ورزشگاه در جمهوری آفریقای مرکزی است که در بانگی واقع شده‌است.